# Tchan Tchou Vidal
Tchan Tchou Vidal (né Paul Vidal le 22 novembre 1923 à Aix-en-Provence et mort le 25 avril 1999 à Brignoles) est un guitariste de jazz français. Il appartient au courant du jazz manouche dont Django Reinhardt était le chef de file dans les années 1930 et 1940.

## Biographie
Né dans une caravane en Provence Paul Vidal reçoit d'une de ses tantes peu de temps après sa naissance le surnom de Tchan Tchou du fait d'un visage aux traits quelque peu orientaux. Il voyage avec sa famille dans le sud de la France et apprend la guitare à l'âge de douze ans avec son père qui joue à l'occasion avec Django Reinhardt. Il se produit dans des orchestres musette avec des accordéonistes. Au milieu des années 1940 il joue avec des guitaristes du Hot club de jazz de Lyon. Il se produit peu à Paris préférant tourner sur la Côte-d'Azur, la riviera et Monte-Carlo. Il meurt en 1999.

## Source
- Michael Dregni Gypsy jazz: in search of Django Reinhardt and the soul of gypsy swing, Oxford University Press, 2008  (ISBN 978-0-19-531192-1).